# Pliotrema
Pliotrema – rodzaj morskich ryb chrzęstnoszkieletowych z rodziny piłonosowatych (Pristiophoridae).

## Rozmieszczenie geograficzne
Do rodzaju należą gatunki występujące w wodach zachodniego i południowo-zachodniego Oceanu Indyjskiego i południowo-wschodniego Oceanu Atlantyckiego.

## Morfologia
Długość ciała do 170 cm.

## Systematyka
Rodzaj zdefiniował w 1906 roku brytyjski ichtiolog Charles Tate Regan w artykule poświęconym nowym lub mało znanym rybom z wybrzeża Natalu, opublikowanym w czasopiśmie Annals of the Natal Government Museum. Gatunkiem typowym jest (oznaczenie monotypowe) P. warreni.

### Etymologia
Pliotrema: gr. πλειων pleiōn ‘więcej’, forma wyższa od πολυς polus ‘dużo’; τρημα trēma, τρηματος trēmatos ‘otwór, dziura’.

### Podział systematyczny
Do rodzaju należą następujące gatunki:
- Pliotrema annae Weigmann, Gon, Leeney & Temple, 2020
- Pliotrema kajae Weigmann, Gon, Leeney & Temple, 2020
- Pliotrema warreni Regan, 1906